# Leo Geiger
Leo Geiger (* 21. Jänner 1900 in Budapest; † 5. Februar 1958 in Wien) war ein österreichischer Politiker (SPÖ) und Werkzeugmacher. Er war von 1954 bis 1957 Mitglied des Bundesrates und von 1957 bis 1958 Abgeordneter zum Österreichischen Nationalrat.
Geiger absolvierte fünf Klassen einer Volksschule und drei Jahre in einer Bürgerschule, bevor er den Beruf des Werkzeugmachers erlernte. Er arbeitete in der Folge in seinem erlernten Beruf, besuchte Abendkurse und wurde Zentralsekretär der Gewerkschaft der Metall- und Bergarbeiter. Politisch engagierte er sich als Bundesvorstandsmitglied des Österreichischen Gewerkschaftsbundes und war zudem Vorsitzender des Aufsichtsrates der Konsumgenossenschaft Wien. Er vertrat die sozialdemokratische Partei zwischen dem 10. Dezember 1954 und dem 6. Juni 1957 im Bundesrat und gehörte danach vom 6. Juni 1957 bis zu seinem Tod dem Nationalrat an.